# Bodianus trilineatus
Bodianus trilineatus е вид бодлоперка от семейство Зеленушкови. Видът не е застрашен от изчезване.

## Разпространение и местообитание
Разпространен е в Йемен, Кения, Мадагаскар, Мозамбик, Сомалия, Танзания и Южна Африка.
Среща се на дълбочина от 60 до 200 m, при температура на водата около 23,3 °C и соленост 35,5 ‰.

## Описание
На дължина достигат до 28 cm.